# Zaangelt
Zaangelt är en kulle i Luxemburg. Den ligger i kommunen Troisvierges, i den norra delen av landet, 59,5 kilometer norr om staden Luxemburg. Toppen på Zaangelt är 540 meter över havet.